# Rosa Morena
Manuela Pulgarín González, conosciuta con il nome d'arte di Rosa Morena (Badajoz, 11 luglio 1941 – Badajoz, 4 dicembre 2019), è stata una cantante e attrice spagnola.
Guadagnò popolarità in patria negli anni 70, dopo aver viaggiato più volte nel continente americano.